# Lijst van weg- en veldkruisen in Heerlen
Dit is een onvolledige lijst van weg- en veldkruisen in de gemeente Heerlen. Onder kruisen wordt verstaan: alle weg-, veld- en hagelkruisen ed. De kruisen op kerkhoven of op gevels en daken van gebouwen zijn buiten beschouwing gelaten.
Bij enkele kruisen staat het huisnummer aangegeven van de woning die erbij ligt.
| Adres                                  | Plaats     | Plaatsingsjaar | Soort kruis | Extra informatie | Foto |
| -------------------------------------- | ---------- | -------------- | ----------- | --- | ---- |
| Beneluxlaan-Unolaan                    | Heerlen    | 1962           |             | |      |
| Benzenrade-Daelsweg                    | Heerlen    |                |             | |      |
| Benzenraderweg-Bekkerweg               | Heerlen    |                |             | |      |
| Bremersweg                             | Heerlen    |                |             | |      |
| Buldersweg-Zandweg                     | Heerlen    |                |             | |      |
| De Doom                                | Heerlen    |                |             | |      |
| Doctor Koolsstraat-Einderstraat        | Heerlen    |                |             | |      |
| Einderstraat-Hei Carisborweg           | Heerlen    |                |             | |      |
| Einderstraat-Uterweg                   | Heerlen    |                |             | |      |
| Eisenhouwerstraat-Keerweg-Corisbergweg | Heerlen    | 1910           |             | |      |
| Ganzeweide-Oestererf                   | Heerlen    |                |             | |      |
| Ganzeweide-Wannerstraat                | Heerlen    |                |             | |      |
| Gerard Bruningstraat                   | Heerlen    | 1857           |             | Stond oorspronkelijk aan het Wilhelminaplein. Verhuisde in 1920 naar de hoek Joost van Vondelstraat-Kerkraderweg en in 1955 naar de huidige plek. |      |
| Hamerstraat (tuin ABP)                 | Heerlen    |                |             | |      |
| Heerenweg-Uterweg                      | Heerlen    |                | Grenskruis  | |      |
| Heerlerbaan (bij nr. 228)              | Heerlen    |                |             | |      |
| Heerlerbaan-Wienweg                    | Heerlen    | 1827           |             | |      |
| Hei Carisborgweg-Schieversheideweg     | Heerlen    |                |             | |      |
| Heideveldweg-Heerenweg-Roebroekweg     | Heerlen    |                |             | |      |
| Hei Grindelweg                         | Heerlen    |                |             | |      |
| Heiweg-Pleijweg                        | Heerlen    | Ca. 1930       |             | |      |
| Henri Dunantstraat-Kloosterkensweg     | Heerlen    |                |             | |      |
| Heulsstraat-Kampstraat                 | Heerlen    | 18e eeuw       |             | Rijksmonument. |      |
| Hondsrug (bij nr. 2)                   | Heerlen    |                |             | |      |
| Huisbergerstraat-Rennemigerveldweg     | Heerlen    | 1962           |             | Het kruis hing voor 1962 aan de gevel van een woning in de buurt.                                                                                 |      |
| Huskensweg-Sittarderweg                | Heerlen    |                |             | |      |
| Imstenrade (bij nr. 5)                 | Heerlen    | 1990           |             | |      |
| Johannes XXIII Singel-Erkpad           | Heerlen    |                |             | |      |
| Johannes XXIII Singel-Onderste Caumer  | Heerlen    |                |             | |      |
| Kampstraat-Unolaan                     | Heerlen    | 1934           |             | Op deze plek stond eerst een kapelletje, die in 1933 afgebroken werd.                                                                             |      |
| Kerkraderweg-Molenberglaan             | Heerlen    | 1955           |             | |      |
| Klompstraat-Willemstraat               | Heerlen    | 1920           |             | |      |
| Koningstraat-Regentessestraat          | Heerlen    | 1968           |             | |      |
| Kristalstraat-Smaragdstraat            | Heerlen    |                |             | |      |
| Limoenstraat-Schandelerstraat          | Heerlen    |                |             | |      |
| Meezenbroekerweg-Palenbergstraat       | Heerlen    | 1930           |             | |      |
| Mergelsweg                             | Heerlen    | 1867           |             | |      |
| Papperjans-Roebroekweg                 | Heerlen    |                |             | |      |
| Parmentierstraat (bij nr. 12)          | Heerlen    |                |             | |      |
| Piet Malherbestraat                    | Heerlen    | 1997           |             | |      |
| Prikkenis (bij nr. 1)                  | Heerlen    | 1954           |             | |      |
| Schandelerstraat (bij nr. 81)          | Heerlen    |                |             | |      |
| Smidserweg-Weltertuynstraat            | Heerlen    | 2008           |             | |      |
| Sint Antoniusweg (bij nr. 2)           | Heerlen    | 1990           |             | |      |
| Terworm (bij nr. 6)                    | Heerlen    |                |             | |      |
| Valkenburgerweg                        | Heerlen    |                |             | Geplaatst bij de Open Universiteit. Stond vroeger op de hoek Raadhuisstraat-Uilestraat.                                                           |      |
| Welterkerkstraat (bij nr. 1)           | Heerlen    |                |             | |      |
| Gebrookerplein-Hoofdstraat             | Hoensbroek |                |             | |      |
| Horstplein                             | Hoensbroek | 1949           |             | |      |
| Jeugrubbenweg-Randweg                  | Hoensbroek |                |             | |      |
| Julianastraat-Overbroekerweg           | Hoensbroek |                |             | |      |
| Klinkertstraat-Overbroekerweg          | Hoensbroek |                |             | |      |
| Koestraat-Verlengde Wilhelminastraat   | Hoensbroek |                |             | |      |
| Overbroekstraat-Ridder Hoenstraat      | Hoensbroek |                |             | |      |
| Schuureikenweg-Terschuurenweg          | Hoensbroek |                |             | |      |
| Weijenbergstraat-Emmaplein             | Hoensbroek |                |             | |      |